# Francisco Chilche
Francisco Zaraunanta Chilche Cañar (1497-Yucay, 1586) fue un curaca cañari, cortesano del imperio incaico y luego conquistador indígena al servicio del imperio español.
Valedor de Francisco Pizarro, se convirtió al cristianismo bajo su mismo nombre de pila y obró como capitán mayor de sus aliados nativos y gobernante del valle de Yucay, llegando a ser uno de los principales mandatarios nativos del mundo hispánico. Historiadores le consideran igualmente uno de los grandes curacas de la historia peruana, aun poco conocido.

## Biografía

### En las guerras de conquista
El cronista Inca Garcilaso de la Vega informa de que Chilche era hijo de un curaca de los cañaris, tribu que formaba la guardia real del emperador inca Huayna Cápac, lo que proporcionó al joven Chilche un puesto en la corte imperial como paje de Huayna. Su carrera hasta la llegada de Pizarro en 1533 está mal esclarecida, pero es de suponer que era enemigo político del entonces emperador incaico, Atahualpa, que había arrebatado el trono al heredero de Huayna, su hermano Huáscar, y castigado a la población cañari con brutalidad por el apoyo de éstos al legítimo dinasta. Las crónicas también advierten de que Atahualpa se disponía a llevar a cabo un verdadero exterminio y repoblación de las tierras cañaris cuando Pizarro hizo su entrada.
Chilche dio la bienvenida con fervor al conquistador extremeño en ruta hacia Cuzco y se puso a su servicio en 1534. Providencialmente, Pizarro llegaba a lomos de una discreta alianza con los cañaris de Tumbes, cuyo curaca Vilchumlay le había compañado desde entonces y presenciado la captura de Atahualpa, aunque en aquel momento Pizarro le había enviado con Sebastián de Belalcázar a asegurar la región de Piura. Preguntando cuál de los españoles era el capitán general, Chilche declaró, "yo te vengo a servir y no negaré a los cristianos, hasta que muera", según se recoge en la crónica de Diego de Trujillo.
El cañari se volvió un estrecho colaborador de Pizarro, ejerciendo como guardaespaldas del conquistador y ayudándole a ahuyentar a las fuerzas del atahualpista Quizquiz cuando trató de cerrarles el paso hacia Cuzco. Su conocimiento de la política incaica fue también vital, y es que Chilche encabezaba por entonces una facción cuzqueña de cañaris y chachapoyas. Su influencia sobre los indios prohispánicos fue tan sentida que llegó a decirse entre los antiguos nobles incas que los cañaris se habían unido a los españoles solamente por la amistad que Chilche y Pizarro se guardaban. Fue así mismo el intermediario que presentó a Manco Inca a los españoles. Militando en los ejércitos nativos de la monarquía hispánica, se desempeñó especialmente en la batalla contra Chalcuchímac, a quien derrotó y puso en fuga en Jauja.

### Rebelión de Manco Inca
La verdadera época de lucimiento de Chilche, sin embargo, llegó en el Sitio del Cuzco contra las fuerzas de Manco Inca, ahora enfrentado a los españoles en un intento de apoderarse del antiguo imperio incaico. Manco defendió Cuzco junto con Hernando, Gonzalo y Juan Pizarro, y sus cañaris fueron esenciales para repeler los asaltos a la ciudad y acabar con los incendios y fortificaciones construidas por los sitiadores.
En una ocasión, uno de los capitanes de Manco llegó a los muros del bastión español para retarles a un combate singular. Hernando Pizarro ordenó no aceptar el duelo por suponer demasiado riesgo para la moral hispana y demasiada poca importancia estratégica, pero Chilche pidió y recibió permiso para combatir en su nombre. Armados ambos de una lanza (chazcachuqui) y un hacha-maza (champí), Chilche y el inca combatieron, llegando al cuerpo a cuerpo en varias ocasiones, hasta que el pizarrista logró al fin matar a su rival de una lanzada y decapitarlo como trofeo. Los españoles aclamaron a Chilche por su victoria, mientras que los incas de Manco lo consideraron un augurio funesto al ser Chilche un cañari, una etnia hasta entonces sometida a la regla incaica.
El sitio fue levantado poco después con la llegada de los refuerzos de Diego de Almagro, además de la promesa de otro ejército traído por Alonso de Alvarado desde Lima, ciudad que los ejércitos de Manco Inca también había fracasado en asediar. La victoria, además de los favores que Pizarro granjeó a Chilche, atrajo a los españoles la lealtad de los últimos cañaris no agregados a Pizarro, que hasta entonces habían evitado denotarse claramente a otro bando que quien llevase la ventaja en la guerra.
Entre las recompensas dadas a Chilche estuvo la gobernación del fértil valle de Yucay, donde se destituyó al anterior gobernador atahualpista, Huallpa Túpac. La titularidad del valle pertenecía a Pizarro y luego a su hijo mestizo Gonzalo, pero el control se cedió a Chilche para su administración, facilitando al curaca de los cañaris un ascenso meteórico en su poderío económico y político. Junto con su esposa y sus dos hijos Hernando y Juan Bautista, Chilche construyó allí un orden prácticamente feudal, atrayendo la clientela de nativos selectos mediante la exención de impuestos, el repartimiento de tierra y el recibimiento de mujeres de sus familias como concubinas. Su poderío tenía además el valor simbólico añadido de encontrarse en un territorio anteriormente perteneciente a la panaca de Huayna Cápac.

### Guerras civiles

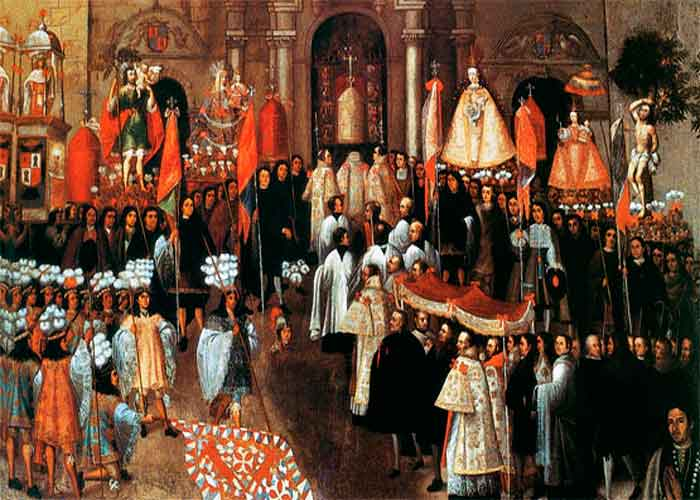
Procesión del Corpus de Cuzco, con la probable comitiva cañari a la izquierda.

Chilche no participó directamente guerra civil contra Diego de Almagro, aunque probablemente apoyó al bando pizarrista, que se vio en última instancia herido con el asesinato de Francisco Pizarro. También pareció mantenerse al margen de la posterior Gran Rebelión de Encomenderos encabezada por Gonzalo Pizarro.
El año del fin de la Gran Rebelión, 1548, Chilche fue demandado por García Quispi Capi, descendiente del curaca de Yucay depuesto, y se le obligó tras dos años de litigios a cederle el control de los aillus locales, mientras él se quedaba con los mitimaes y el título oficial. Sin embargo, el cañari usurpó entonces por la fuerza las tierras desposeídas, generando toda suerte de quejas entre los habitantes del valle, así como de la administración española. Sólo la regularización de los visitadores españoles, especialmente con la gestión de Pedro de la Gasca, iría haciendo declinar gradualmente su influencia, aunque el militar cañari mantendría su eminencia.
En 1553 tuvo lugar el alzamiento de Francisco Hernández Girón, que ocupó la zona del Cuzco. Habiendo quedado implicados a la fuerza por la llegada de la guerra a sus dominios, el Inca Garcilaso acusaría a los súbditos de Chilche de tomar partido con oportunismo y doble juego, ya que al parecer los cañaris locales ayudaban secretamente a ambos bandos del conflicto con el objetivo de obtener las mayores ventajas de quien fuera que ganase cada batalla. Sin embargo, la ayuda de cañaris y chachapoyanos de Huamanga terminaría por resultar vital para el restablecimiento del orden, informando a las autoridades del escondite de Girón y llevando a su arresto. Chilche jamás fue acusado de asistir a la rebelión, si realmente lo hizo.

### Política
Durante las procesiones nativas del Corpus Christi de junio de 1555, Chilche protagonizó otro incidente que puso de manifiesto las tensiones políticas entre incas y cañaris. Primero se hizo traer en una litera decorada con escenas de sus hazañas de guerra, y después se desprendió de sus ropajes para revelar que venía vestido para combatir, y enarboló por los cabellos la cabeza reducida del capitán inca muerto años antes. El gesto, evidentemente concebido para enaltecer su veteranía como militante español y de paso ofender a las élites incas presentes, ocasionó que cuatro de ellos le atacaran, derribándole y causando un grave disturbio que tardó en verse disuelto.
La reyerta fue especialmente escandalosa porque los cañaris, vetustos prohispánicos exentos de impuestos, era esencialmente una fuerza policial en el incanato hispánico, a pesar de lo cual los incas presentes habían agredido y atacado a su mayor representante. Cuando las autoridades les separaron, los incas acusaron a Chilche de reavivar conflictos ya olvidados sólo por su propio interés personal, recordándole además que los cañaris habían sido siervos de los incas, mientras que él se defendió haciendo valer sus razones. El teniente de corregidor Juan Luis de Monjaraz reprendió de todos modos a Chilche por la ocurrencia y le confiscó la cabeza, advirtiéndole de no volver a soliviantar a la población bajo pena de castigo, aunque no tomó más acción contra él.
A pesar del disturbio, el poder regional de Chilche no se redujo, sino que el mismo año recibió una lucrativa ordenanza de hacer replantar y cuidar las sierras madereras de la zona de Chian, y al cabo de cinco años era nombrado alcalde y jefe de alguaciles de la parroquia de Nuestra Señora de Santa Ana por el virrey Andrés Hurtado de Mendoza.

### Guerra contra Vilcabamba y muerte
En 1561, el inca Sayri Túpac, antiguo dirigente del dominio rebelde de Vilcabamba, fue instalado como nuevo curaca del Yucay como consecuencia del reordenamiento político de la corona, pero murió repentinamente en poco tiempo, y se acusó a Chilche de envenenarle para recuperar sus dominios. Pese a la ausencia de pruebas, lo que condujo a la libertad del cañari después de no más de un año de prisión, Garcilaso y Felipe Guamán Poma de Ayala dan por hecho que era culpable, especialmente luego de que Chilche se casara, al parecer a la fuerza, con la concubina viuda de Sayri, Inés Coya (no confundir con su esposa oficial Cusi Huarcay), de manera que obtuvo al fin lo que buscaba.
A esto le siguió una última carrera militar contra el rebelde Túpac Amaru I, siguiente caudillo de Vilcabamba, en 1571. Tras el asesinato del embajador español Atilano de Anaya y varios mandatarios indios, el virrey Francisco de Toledo organizó una campaña militar definitiva, y Chilche, con quien tenía estrecha relación, fue reclutado como capitán de indios de guerra, puesto que compartió con Francisco Cayo Topa, primo de Manco Inca aliado ahora con España. El contingente, las órdenes de Martín Hurtado de Arbieto y el maestre de campo Juan Álvarez Maldonado, penetró por los pasos de montaña hacia Vilcabamba tras una fuerte lucha, y aunque los vilcabambanos habían usado tácticas de tierra quemada, una fuerza hispana liderada por Martín García Óñez de Loyola en compañía de los dos auxiliares fue capaz de abrirse camino, asaltar sus últimas posiciones y arrestar a Túpac Amaru.
Tras la victoria, las tierras de Vilcabamba fueron repartidas entre los participantes, incluyendo los cañaris, y Chilche, viudo por entonces, recibió en matrimonio a la aristócrata rebelde Paula Cusichuarcay. Murió en 1586, tras lo que su hijo Hernando Guatanaula, primero de ocho hermanos, heredó el Yucay. Otros cuatro de sus hijos, Alonso Marca Gualpa, Francisca Toro Gualpa, Francisco Chilquechuc y Gonzalo Marca, fueron notables también.